# 大口褐蛇鰻
大口褐蛇鰻為輻鰭魚綱鰻鱺目糯鰻亞目蛇鰻科的其中一種，分布於東大西洋區，從塞內加爾至安哥拉海域，體長可達82.5公分，棲息在水淺的沙底質海域，屬肉食性。

## 擴展閱讀
維基物種上的相關：大口褐蛇鰻